# Roberto Bressan
Roberto Bressan (Zugliano di Pozzuolo, 15 maggio 1960) è un ex ciclista su strada italiano, professionista dal 1982 al 1985. In carriera non ottenne alcuna vittoria o piazzamento rilevante, ma terminò un Giro d'Italia e un Tour de France.

## Piazzamenti

### Grandi Giri
- Giro d'Italia

1984: 132º
- Tour de France

1985: 143º

### Classiche monumento
- Milano-Sanremo

1982: 78º